# Ciclisme als Jocs Olímpics d'Estiu de 1980
Als Jocs Olímpics d'Estiu de 1980 celebrats a la ciutat de Moscou (Unió Soviètica) es disputaren 6 proves de ciclisme, totes elles en categoria masculina. Aquestes proves es dividiren en dues de ciclisme en ruta, formades per una contrarellotge individual i una contrarellotge per equips, i en quatre proves de ciclisme en pista.
La competició se celebrà entre els dies 20 i 26 de juliol de 1980 al Velòdrom Olímpic de Moscou. Hi participaren un total de 230 ciclistes de 34 comitès nacionals diferents.

## Resum de medalles

### Ciclisma en ruta
| Prova                             | Or                                                                            | Argent                                                             | Bronze                                                                         |
| Ruta Detalls                      | Sergei Sukhoruchenkov                                                         | Czesław Lang                                                       | Yury Barinov                                                                   |
| Contrarellotge per equips Detalls | Unió SovièticaYury Kashirin · Oleg Logvin · Sergei Shelpakov · Anatoly Yarkin | RDAFalk Boden · Bernd Drogan · Olaf Ludwig · Hans-Joachim Hartnick | TxecoslovàquiaMichal Klasa · Vlastibor Konečný · Alipi Kostadinov · Jiří Škoda |

### Ciclisma en pista
| Prova                             | Or | Argent                                                                 | Bronze                                                               |
| Quilòmetre contrarellotge Detalls | Lothar Thoms                                                                                              | Aleksandr Panfilov                                                     | David Weller                                                         |
| Velocitat individual Detalls      | Lutz Hesslich                                                                                             | Yave Cahard                                                            | Sergei Kopylov                                                       |
| Persecució individual Detalls     | Robert Dill-Bundi                                                                                         | Alain Bondue                                                           | Hans-Henrik Orsted                                                   |
| Persecució per equips Detalls     | Unió SovièticaViktor Manakov · Valery Movchan · Vladimir Osokin · Vitaly Petrakov · Aleksandr Krasnov (q) | RDAGerald Mortag · Uwe Unterwalder · Matthias Wiegand · Volker Winkler | TxecoslovàquiaTeodor Černý · Martin Penc · Jiří Pokorný · Igor Sláma |

## Medaller
| Posició | País           | Or | Argent | Bronze | Total |
| 1       | Unió Soviètica | 3  | 1      | 2      | 6     |
| 2       | RDA            | 2  | 2      | 0      | 4     |
| 3       | Suïssa         | 1  | 0      | 0      | 1     |
| 4       | França         | 0  | 2      | 0      | 2     |
| 5       | Polònia        | 0  | 1      | 0      | 1     |
| 6       | Txecoslovàquia | 0  | 0      | 2      | 2     |
| 7       | Dinamarca      | 0  | 0      | 1      | 1     |
| 7       | Jamaica        | 0  | 0      | 1      | 1     |